# Liga dos Campeões da OFC de 2019
A Liga dos Campeões da OFC de 2019 foi a 18.ª edição do principal torneio de clubes da Oceania organizado pela Confederação de Futebol da Oceania (OFC). O campeão representou a Oceania na Copa do Mundo de Clubes da FIFA de 2019.

## Equipes classificadas
Um total de 18 equipes de todas as 11 associações da OFC disputaram a competição.
- As sete associações desenvolvidas (Fiji, Ilhas Salomão, Nova Caledônia, Nova Zelândia, Papua-Nova Guiné, Taiti e Vanuatu) tem duas vagas cada na fase de grupos.
- As quatro associações em desenvolvimento (Ilhas Cook, Samoa, Samoa Americana e Tonga) tem uma vaga cada na fase preliminar com o vencedor e o segundo colocado avançando a fase de grupos.

| Associação                          | Time                               | Método de qualificação |
| Times que entram na fase de grupos  | Times que entram na fase de grupos | Times que entram na fase de grupos |
| ----------------------------------- | ---------------------------------- | --- |
| Fiji                                | Lautoka                            | Campeão – Campeonato Fijiano de Futebol de 2018                                                                                             |
| Fiji                                | Ba                                 | Vice-campeão – Campeonato Fijiano de Futebol de 2018                                                                                        |
| Ilhas Salomão                       | Solomon Warriors                   | Campeão – Campeonato Salomonense de Futebol de 2018                                                                                         |
| Ilhas Salomão                       | Henderson Eels                     | Vice-campeão – Campeonato Salomonense de Futebol de 2018                                                                                    |
| Nova Caledônia                      | Hienghène Sport                    | Campeão – Campeonato Neocaledônio de Futebol de 2017                                                                                        |
| Nova Caledônia                      | Magenta                            | Vice-campeão – Campeonato Neocaledônio de Futebol de 2017                                                                                   |
| Nova Zelândia                       | Auckland City                      | Campeão – Campeonato Neozelandês de Futebol Grand Final de 2017–18 Campeão – Campeonato Neozelandês de Futebol temporada regular de 2017–18 |
| Nova Zelândia                       | Team Wellington                    | Vice-campeão – Campeonato Neozelandês de Futebol temporada regular de 2017–18                                                               |
| Papua-Nova Guiné                    | Toti City                          | Campeão – Campeonato Papuásio de Futebol de 2018                                                                                            |
| Papua-Nova Guiné                    | Morobe Wawens                      | Vice-campeão – Campeonato Papuásio de Futebol de 2018                                                                                       |
| Taiti                               | Central Sport                      | Campeão – Campeonato Taitiano de Futebol de 2017–18                                                                                         |
| Taiti                               | Tefana                             | Vice-campeão – Campeonato Taitiano de Futebol de 2017–18                                                                                    |
| Vanuatu                             | Erakor Golden Star                 | Campeão – Campeonato Vanuatuano de Futebol de 2018                                                                                          |
| Vanuatu                             | Malampa Revivors                   | Vice-campeão – Campeonato Vanuatuano de Futebol de 2018                                                                                     |
| Times que entram na fase preliminar |                                    | |
| Ilhas Cook                          | Tupapa Maraerenga                  | Campeão – Campeonato Cookense de Futebol de 2018                                                                                            |
| Samoa                               | Kiwi                               | Campeão – Campeonato Samoano de Futebol de 2018                                                                                             |
| Samoa Americana                     | Pago Youth                         | Campeão – Campeonato Nacional de Futebol de Samoa Americana de 2017                                                                         |
| Tonga                               | Lotohaʻapai United                 | Campeão – Campeonato Tonganês de Futebol de 2018                                                                                            |

## Calendário
O calendário para a competição é o seguinte. Nesta edição, nas fase finais, todas as vagas serão decididas em partida única
| Fase             | Data do sorteio                                  | Datas das partidas |
| ---------------- | ------------------------------------------------ | --- |
| Fase preliminar  | 13 de novembro de 2018 (Auckland, Nova Zelândia) | 26 de janeiro – 1 de fevereiro (Ilhas Cook) |
| Fase de grupos   | 13 de novembro de 2018 (Auckland, Nova Zelândia) | - Grupo A: 10–16 de fevereiro (Nova Caledónia) - Grupo B: 10–16 de fevereiro (Fiji) - Grupo C: 23 de fevereiro – 1 de março (Vanuatu) - Grupo D: 24 de fevereiro – 2 de março (Ilhas Salomão) |
| Quartas de final | 5 de março (Auckland, Nova Zelândia)             | 6–7 de abril |
| Semifinais       | 5 de março (Auckland, Nova Zelândia)             | 27–28 de abril |
| Final            | 5 de março (Auckland, Nova Zelândia)             | 11–12 de maio |

## Fase preliminar
O sorteio para a fase preliminar foi realizado em 13 de novembro de 2018 na sede da OFC em Auckland, Nova Zelândia. O sorteio foi realizado para determinar as partidas desta fase.
Todas as partidas foram disputadas entre 26 de janeiro até 1 de fevereiro nas Ilhas Cook.
| Pos. | Equipe             | Pts | J | V | E | D | GP | GC | SG |
| ---- | ------------------ | --- | - | - | - | - | -- | -- | -- |
| 1    | Tupapa Maraerenga  | 9   | 3 | 3 | 0 | 0 | 10 | 3  | +7 |
| 2    | Kiwi               | 6   | 3 | 2 | 0 | 1 | 14 | 8  | +6 |
| 3    | Lotohaʻapai United | 3   | 3 | 1 | 0 | 2 | 7  | 14 | –7 |
| 4    | Pago Youth         | 0   | 3 | 0 | 0 | 3 | 5  | 11 | –6 |

Todas as partidas seguem o fuso horário local (UTC−10).
| 26 de janeiro | Pago Youth     | 1 – 5     | Lotohaʻapai United                                                   | CIFA Academy Field, Matavera            |
| 14:30         | P. Samuelu 45' | Relatório | T. Falepapalangi 53', 66', 69' · Polovili 67' · P. Falepapalangi 83' | Público: 100 Árbitro: SOL Hamilton Siau |

| 26 de janeiro | Tupapa Maraerenga                                                 | 4 – 1     | Kiwi           | CIFA Academy Field, Matavera           |
| 17:30         | Simiona 7' · G. Harmon 18' · Baringer-Tahiri 27' · Mata 70' (pen) | Relatório | Díaz 22' (pen) | Público: 200 Árbitro: NZL Peter Linney |

| 29 de janeiro | Kiwi                                            | 4 – 3     | Pago Youth            | CIFA Academy Field, Matavera         |
| 14:30         | Kerewi 20' · Scanlan 29' (pen), 85' · Nauer 34' | Relatório | Tapusoa 21', 39', 80' | Público: 100 Árbitro: SOL Ben Aukwai |

| 29 de janeiro | Tupapa Maraerenga                                | 4 – 1     | Lotohaʻapai United | CIFA Academy Field, Matavera         |
| 17:30         | Colligan 1' · Mata 7' (pen), 63' · G. Harmon 59' | Relatório | Lutu 43'           | Público: 200 Árbitro: FIJ Veer Singh |

| 1 de fevereiro | Lotohaʻapai United | 1 – 9     | Kiwi                                                                              | CIFA Academy Field, Matavera           |
| 14:30          | Polovili 58'       | Relatório | Scanlan 3', 40', 43', 74' · Mano 11', 89' · Si. Malo 26' · Taylor 51' · Nauer 82' | Público: 100 Árbitro: NZL Peter Linney |

| 1 de fevereiro | Tupapa Maraerenga       | 2 – 1     | Pago Youth | CIFA Academy Field, Matavera          |
| 17:30          | Ahmed 47' · Simiona 89' | Relatório | Pati 29'   | Público: 200 Árbitro: PNG Roger Adams |

## Fase de grupos
O sorteio para esta fase foi realizado em 13 de novembro de 2018.

### Grupo A
Todas as partidas deste grupo foram disputadas na Nova Caledônia.
| Pos. | Equipe           | Pts | J | V | E | D | GP | GC | SG |
| ---- | ---------------- | --- | - | - | - | - | -- | -- | -- |
| 1    | Hienghène Sport  | 7   | 3 | 2 | 1 | 0 | 7  | 1  | +6 |
| 2    | Toti City        | 5   | 3 | 1 | 2 | 0 | 8  | 6  | +2 |
| 3    | Tefana           | 2   | 3 | 0 | 2 | 1 | 6  | 7  | –1 |
| 4    | Malampa Revivors | 1   | 3 | 0 | 1 | 2 | 5  | 12 | –7 |

Todas as partidas seguem o fuso horário local (UTC+11).
| 10 de fevereiro | Toti City                              | 3 – 3     | Tefana                                 | Stade Yoshida, Koné                   |
| 14:00           | N. Dabinyaba 52', 60' · R. Gunemba 81' | Relatório | Tuteina 1' · Mathon 33' · A. Tehau 53' | Público: 200 Árbitro: SOL George Time |

| 10 de fevereiro | Malampa Revivors | 0 – 5     | Hienghène Sport                                          | Stade Yoshida, Koné                             |
| 17:00           |                  | Relatório | B. Kaï 50' (pen), 54', 89' · A. Kaï 57' · Gorendiawé 90' | Público: 1 230 Árbitro: NZL Campbell-Kirk Waugh |

| 13 de fevereiro | Malampa Revivors            | 2 – 4     | Toti City                                   | Stade Yoshida, Koné                 |
| 14:00           | Molivakarua 5' · Batick 82' | Relatório | R. Gunemba 42', 44', 45' · N. Dabinyaba 60' | Público: 100 Árbitro: ASM Sione Mau |

| 13 de fevereiro | Hienghène Sport    | 1 – 0     | Tefana | Stade Yoshida, Koné                        |
| 17:00           | Krissian 4' (g.c.) | Relatório |        | Público: 1 368 Árbitro: NZL Matthew Conger |

| 16 de fevereiro | Tefana                               | 3 – 3     | Malampa Revivors         | Stade Yoshida, Koné                    |
| 14:00           | Tiaiho 23' (pen), 65' · Krissian 40' | Relatório | Aru 7' · Batick 26', 74' | Público: 300 Árbitro: FIJ Salesh Chand |

| 16 de fevereiro | Hienghène Sport | 1 – 1     | Toti City         | Stade Yoshida, Koné                        |
| 17:00           | Dahite 9'       | Relatório | N. Dabingyaba 24' | Público: 1 336 Árbitro: NZL Matthew Conger |

### Grupo B
Todas as partidas deste grupo foram disputadas em Fiji.
| Pos. | Equipe         | Pts | J | V | E | D | GP | GC | SG  |
| ---- | -------------- | --- | - | - | - | - | -- | -- | --- |
| 1    | Central Sport  | 7   | 3 | 2 | 1 | 0 | 12 | 4  | +8  |
| 2    | Henderson Eels | 6   | 3 | 2 | 0 | 1 | 15 | 8  | +7  |
| 3    | Lautoka        | 4   | 3 | 1 | 1 | 1 | 12 | 8  | +4  |
| 4    | Morobe Wawens  | 0   | 3 | 0 | 0 | 3 | 0  | 19 | –19 |

Todas as partidas seguem o fuso horário local (UTC+12).
| 10 de fevereiro | Central Sport                           | 3 – 2     | Henderson Eels               | Estádio Churchill Park, Lautoka         |
| 13:00           | Graglia 11' · Tissot 28' · L. Tehau 79' | Relatório | Laeta 85' · Tanito 90' (pen) | Público: 1 000 Árbitro: NZL Calvin Berg |

| 10 de fevereiro | Morobe Wawens | 0 – 5     | Lautoka                                                     | Estádio Churchill Park, Lautoka          |
| 16:00           |               | Relatório | Sahib 11' (pen), 63' · Totori 43' · Rawaqa 88' · Drudru 90' | Público: 1 900 Árbitro: NZL Nick Waldron |

| 13 de fevereiro | Morobe Wawens | 0 – 7     | Central Sport                                              | Estádio Churchill Park, Lautoka        |
| 13:00           |               | Relatório | Graglia 8', 39', 42', 73' · L. Tehau 19', 58' · Tissot 44' | Público: 150 Árbitro: NZL Antony Riley |

| 13 de fevereiro | Lautoka                                                                  | 5 – 6     | Henderson Eels                                                             | Estádio Churchill Park, Lautoka        |
| 16:00           | Kalo 24' · Vakatalesau 43' · Tutu 45+2' (g.c.) · Drudru 59' · Sivoki 64' | Relatório | Felani 5' · Allan 28' (g.c.) · Laeta 30' · Nawo 34', 90+4' · Baegeni 90+2' | Público: 700 Árbitro: VAN Joel Hopkken |

| 16 de fevereiro | Henderson Eels                                                                 | 7 – 0     | Morobe Wawens | Estádio Churchill Park, Lautoka         |
| 13:00           | Tanito 61', 90+5' (pen) · Nawo 68' · Ofea 70' · Suri 86', 88' · Raramane 90+3' | Relatório |               | Público: 300 Árbitro: TGA Sione Lelenga |

| 16 de fevereiro | Lautoka                       | 2 – 2     | Central Sport             | Estádio Churchill Park, Lautoka        |
| 16:00           | Babka 19' (g.c.) · Totori 39' | Relatório | Castillo 12' · Hauata 60' | Público: 700 Árbitro: NZL Nick Waldron |

### Grupo C
Todas as partidas deste grupo foram disputadas em Vanuatu.
| Pos. | Equipe             | Pts | J | V | E | D | GP | GC | SG  |
| ---- | ------------------ | --- | - | - | - | - | -- | -- | --- |
| 1    | Team Wellington    | 9   | 3 | 3 | 0 | 0 | 18 | 0  | +18 |
| 2    | Ba                 | 4   | 3 | 1 | 1 | 1 | 6  | 4  | +2  |
| 3    | Erakor Golden Star | 4   | 3 | 1 | 1 | 1 | 3  | 4  | –1  |
| 4    | Kiwi               | 0   | 3 | 0 | 0 | 3 | 1  | 20 | –19 |

Todas as partidas seguem o fuso horário local (UTC+11)
| 23 de fevereiro | Team Wellington        | 2 – 0     | Ba | Estádio Korman, Port Vila                  |
| 14:00           | Clapham 9' · Allen 17' | Relatório |    | Público: 3 000 Árbitro: TAH Norbert Hauata |

| 23 de fevereiro | Kiwi | 0 – 2     | Erakor Golden Star    | Estádio Korman, Port Vila               |
| 17:00           |      | Relatório | Elias 58' · Ruben 71' | Público: 4 000 Árbitro: SOL George Time |

| 26 de fevereiro | Kiwi | 0 – 13    | Team Wellington                                                                                                   | Estádio Korman, Port Vila               |
| 14:00           |      | Relatório | Hailemariam 8', 12', 41' · Allen 26', 28', 59', 61', 64', 84' · Cameron 29' · Stevens 68' · Mulholland 83', 90+2' | Público: 3 000 Árbitro: PNG Roger Adams |

| 26 de fevereiro | Erakor Golden Star | 1 – 1     | Ba         | Estádio Korman, Port Vila                 |
| 17:00           | T. Kaltack 45+1'   | Relatório | Suwamy 81' | Público: 4 000 Árbitro: SOL Hamilton Siau |

| 1 de março | Ba                                                      | 5 – 1     | Kiwi       | Estádio Korman, Port Vila              |
| 14:00      | Tiwa 1' · Cavuilagi 10' · Zahid 18', 90+4' · Kakasi 71' | Relatório | Mano 45+1' | Público: 1 000 Árbitro: SOL Ben Aukwai |

| 1 de março | Erakor Golden Star | 0 – 3     | Team Wellington               | Estádio Korman, Port Vila                  |
| 17:00      |                    | Relatório | Sinclair 56', 71' · Allen 87' | Público: 4 000 Árbitro: TAH Norbert Hauata |

### Grupo D
Todas as partidas deste grupo foram disputadas nas Ilhas Salomão.
| Pos. | Equipe            | Pts | J | V | E | D | GP | GC | SG  |
| ---- | ----------------- | --- | - | - | - | - | -- | -- | --- |
| 1    | Auckland City     | 9   | 3 | 3 | 0 | 0 | 23 | 1  | +22 |
| 2    | Magenta           | 6   | 3 | 2 | 0 | 1 | 14 | 3  | +11 |
| 3    | Solomon Warriors  | 3   | 3 | 1 | 0 | 2 | 10 | 10 | 0   |
| 4    | Tupapa Maraerenga | 0   | 3 | 0 | 0 | 3 | 2  | 35 | –33 |

Todas as partidas seguem o fuso horário local (UTC+11).
| 24 de fevereiro | Auckland City             | 2 – 1     | Magenta    | Estádio Lawson Tama, Honiara                  |
| 13:00           | Morgan 4' · Lea'alafa 31' | Relatório | Sele 90+3' | Público: 10 900 Árbitro: PNG David Yareboinen |

| 24 de fevereiro | Tupapa Maraerenga | 1 – 10    | Solomon Warriors | Estádio Lawson Tama, Honiara               |
| 16:00           | Harmon 84'        | Relatório | Alick 9' · Tangis 19', 52' · Baringer-Tahiri 34' (g.c.) · Hou 36' · Tigi 39' · Donga 53' · Masae 70' · Samani 90' · Peter 90+1' | Público: 11 000 Árbitro: TGA Sione Lelenga |

| 27 de fevereiro | Tupapa Maraerenga | 0 – 15    | Auckland City | Estádio Lawson Tama, Honiara          |
| 13:00           |                   | Relatório | Guardiola 20', 40', 57' · Tavano 28', 63', 85' · Browne 53', 82' · Lea'alafa 62', 84' · Bonsu-Maro 65', 68', 73', 90+2' · Morgan 72' | Público: 2 500 Árbitro: ASM Sione Mau |

| 27 de fevereiro | Solomon Warriors | 0 – 3     | Magenta                             | Estádio Lawson Tama, Honiara             |
| 16:00           |                  | Relatório | Sele 32', 45+5' (pen) · Hmaen 90+6' | Público: 4 000 Árbitro: VAN Joel Hopkken |

| 2 de março | Magenta                                                                                    | 10 – 1    | Tupapa Maraerenga | Estádio Lawson Tama, Honiara              |
| 13:00      | Hnautra 5', 26', 50', 60' · Wahnawe 10', 32' · Wélépane 40' · Ounei 45+3' · Nemia 73', 85' | Relatório | Edwards 67'       | Público: 4 000 Árbitro: TGA Sione Lelenga |

| 2 de março | Solomon Warriors | 0 – 6     | Auckland City                                                                            | Estádio Lawson Tama, Honiara                 |
| 16:00      |                  | Relatório | Manickum 15', 26' · Browne 29' · Tavano 37' · Lea'alafa 90' (pen) · Hudson-Wihongi 90+2' | Público: 9 000 Árbitro: PNG David Yareboinen |

## Fase final
Nas fase finais, todas as vagas foram decididas em partida única. O sorteio foi realizado em 5 de março de 2019.

### Chaveamento
O chaveamento foi definido por sorteio.
|  | Quartas de final | Quartas de final      | Quartas de final |                 |                 | Semifinal | Semifinal | Semifinal |  |  | Final | Final   | Final |
|  |                  |                       |                  |                 |                 |           |           |           |  |  |       |         |       |
|  |                  |                       |                  |                 |                 |           |           |           |  |  |       |         |       |
|  |                  | Central Sport         | 0                |                 |                 |           |           |           |  |  |       |         |       |
|  |                  | Magenta               | 8                |                 |                 |           |           |           |  |  |       |         |       |
|  |                  | Magenta               | 8                |                 | Magenta         | 2         |           |           |  |  |       |         |       |
|  |                  |                       |                  |                 | Magenta         | 2         |           |           |  |  |       |         |       |
|  |                  |                       | Auckland City    | 1               |                 |           |           |           |  |  |       |         |       |
|  |                  | Auckland City         | Auckland City    | 1               | 4               |           |           |           |  |  |       |         |       |
|  |                  | Auckland City         |                  |                 | 4               |           |           |           |  |  |       |         |       |
|  |                  | Toti City             | 0                |                 |                 |           |           |           |  |  |       |         |       |
|  |                  |                       |                  |                 |                 |           |           |           |  |  |       | Magenta | 0     |
|  |                  |                       |                  | Hienghène Sport | 1               |           |           |           |  |  |       |         |       |
|  |                  | Hienghène Sport (pro) | 2                |                 |                 |           |           |           |  |  |       |         |       |
|  |                  | Ba                    | 1                |                 |                 |           |           |           |  |  |       |         |       |
|  |                  | Ba                    | 1                |                 | Hienghène Sport | 2         |           |           |  |  |       |         |       |
|  |                  |                       |                  |                 | Hienghène Sport | 2         |           |           |  |  |       |         |       |
|  |                  |                       | Team Wellington  | 0               |                 |           |           |           |  |  |       |         |       |
|  |                  | Team Wellington       | Team Wellington  | 0               | 6               |           |           |           |  |  |       |         |       |
|  |                  | Team Wellington       |                  |                 | 6               |           |           |           |  |  |       |         |       |
|  |                  | Henderson Eels        | 1                |                 |                 |           |           |           |  |  |       |         |       |

### Quartas de final
| Equipe 1        | Resultado | Equipe 2       |
| --------------- | --------- | -------------- |
| Central Sport   | 0–8       | Magenta        |
| Auckland City   | 4–0       | Toti City      |
| Hienghène Sport | 2–1 (pro) | Ba             |
| Team Wellington | 6–1       | Henderson Eels |

| 6 de abril     | Auckland City                             | 4 – 0     | Toti City | Kiwitea Street, Auckland                 |
| 14:00 (UTC+13) | Browne 41', 46', 87' · Hudson-Wihongi 78' | Relatório |           | Público: 500 Árbitro: NCL Mederic Lacour |

| 6 de abril     | Hienghène Sport             | 2 – 1 (pro) | Ba        | Stade Yoshida, Koné                             |
| 17:00 (UTC+11) | B. Kaï 45' (pen) · Gony 92' | Relatório   | Rakula 9' | Público: 1 000 Árbitro: NZL Campbell-Kirk Waugh |

| 7 de abril     | Team Wellington                                        | 6 – 1     | Henderson Eels   | David Farrington Park, Wellington        |
| 14:00 (UTC+12) | Allen 18', 56', 59' · Kilkolly 29' · Sinclair 46', 71' | Relatório | Tanito 43' (pen) | Público: 300 Árbitro: TAH Norbert Hauata |

| 7 de abril     | Central Sport | 0 – 8     | Magenta                                                                   | Stade Pater, Pirae                         |
| 19:00 (UTC−10) |               | Relatório | Sele 20' · Hmaen 23', 59' · Tiaou 64' · Hnautra 66' · Nemia 72', 75', 90' | Público: 3 000 Árbitro: NZL Matthew Conger |

### Semifinais
| Equipe 1        | Resultado | Equipe 2        |
| --------------- | --------- | --------------- |
| Hienghène Sport | 2–0       | Team Wellington |
| Magenta         | 2–1       | Auckland City   |

| 28 de abril    | Hienghène Sport         | 2 – 0     | Team Wellington | Stade Numa-Daly, Nouméa                 |
| 14:00 (UTC+11) | Gony 48' · Dahite 90+2' | Relatório |                 | Público: 3 000 Árbitro: SOL George Time |

| 28 de abril    | Magenta                   | 2 – 1     | Auckland City | Stade Numa-Daly, Nouméa                      |
| 17:30 (UTC+11) | Nemia 45+4' · Maitran 89' | Relatório | Lea'alafa 41' | Público: 3 500 Árbitro: PNG David Yareboinen |

### Final
| 11 de maio     | Magenta | 0 – 1     | Hienghène Sport | Stade Numa-Daly, Nouméa                    |
| 17:00 (UTC+11) |         | Relatório | Roine 66'       | Público: 7 000 Árbitro: NZL Matthew Conger |

## Premiação
| Liga dos Campeões da OFC de 2019     |
| Nova Caledónia                       |
| ------------------------------------ |
| Hienghène Sport Campeão (1.º título) |